# Mac (película)
Mac es una película dramática de 1992 escrita, dirigida y protagonizada por John Turturro. La película es el debut como director de Turturro y el personaje principal está basado en su padre, Nicola «Nicholas» R. Turturro, a quien está dedicada la cinta. Fue filmada en Nueva York y estrenada en el Festival de Cannes de 1992, donde Turturro ganó el premio Cámara de oro. Además recibió dos nominaciones en los Independent Spirit Awards.

## Sinopsis
En el año 1954, en un barrio de inmigrantes italianos del distrito de Queens, Nueva York, los hermanos Vico (Michael Badalucco), Bruno (Carl Capotorto) y Niccolo «Mac» Vitelli (John Turturro) son tres constructores continuando con la tradición familiar y la ocupación de su padre después de que éste muere. Al principio trabajan para Polowski (Olek Krupa), quien trabaja de manera mezquina y engañosa. Cuando los hermanos ya no pueden trabajar para el insoportable Polowski, deciden fundar su propia compañía. Juntos, los hermanos Vitelli comienzan a construir casas con orgullo y cuidado. Sin embargo, Mac se vuelve un insoportable adicto al trabajo, con una preocupación obsesiva por la calidad del trabajo y una increíble atención hacia los detalles. Su intensidad y ambición lo excluyen de su familia, y alejan a sus despreocupados hermanos de su empresa constructora en pleno crecimiento.

## Reparto
- John Turturro .... Niccolo «Mac» Vitelli
- Michael Badalucco .... Vico Vitelli
- Katherine Borowitz .... Alice Stunder
- Carl Capotorto .... Bruno Vitelli
- Nicholas Turturro .... Tony Gloves
- John Amos .... Nat
- Olek Krupa .... Polowski
- Ellen Barkin .... Oona Goldfarb
- Steven Randazzo .... Gus
- Dennis Farina .... Mr. Stunder
- Mike Starr .... Bombero
- Joe Paparone .... Papa Vitelli
- Aida Turturro .... Esposa
- Amedeo Turturro .... Niño
- Harry Bugin .... Paciente
- Mario Todisco .... Joe the Mule
- Michael Imperioli .... Amigo de los Vitelli

## Antecedentes
Turturro comenzó a escribir la historia basándose en la vida de su padre, Nicola «Nicholas» R. Turturro (1925-1988), un obrero y carpintero italiano. El primer resultado del proyecto fue una obra de teatro realizada a principios de los años 1980, desarrollada por Turturro y el guionista Brandon Cole. Entre 1981 y 1983, Turturro dirigió e interpretó el papel principal de la obra, en ese entonces titulada Steel on Steel, con Cole como colaborador y Michael Badalucco entre los actores. Hacia 1986, la pieza se trataba de una obra de un acto titulada esta vez The Worker's Life. Fue realizada en el recinto Off-Off-Broadway Ensemble Studio Theatre, siendo dirigida en esa ocasión por Aidan Quinn y contando con las actuaciones de John Spencer, Stanley Tucci, Bruce MacVittie y Turturro.
Posteriormente escribió el guion para el filme. Durante la filmación de El color del dinero (1986), Turturro le mostró el guion de Mac a Martin Scorsese con la intención de que éste dirigiera la película. Scorsese no pudo encargarse de la dirección al estar ocupado con otros proyectos, pero le dio consejos a Turturro durante la preproducción. También recibió sugerencias por parte de los hermanos Coen y Spike Lee, directores con quien había trabajado anteriormente. Además como preparación filmó una versión cortometraje de Mac.
El cortometraje, de 18 minutos de duración, fue financiado por MTV. Sin embargo, la financiación del largometraje no fue fácil de conseguir debido a que en ese entonces el nombre de Turturro no era lo suficientemente conocido y el resto de los actores involucrados en el proyecto tampoco lo eran. El resultado del cortometraje, junto a la incorporación de la actriz Ellen Barkin, ayudaron para conseguir el apoyo de Columbia TriStar Home Video.

## Producción
La película fue realizada de forma independiente, parte del dinero para financiarla fue invertido por el propio Turturro. El presupuesto estimado de la cinta fue de 2,3 millones de dólares. La filmación se llevó a cabo en Staten Island, distrito de Nueva York, durante 43 días. Desde su concepción hasta su finalización, el proyecto tardó alrededor de doce años en llevarse a cabo.

## Recepción
El filme fue estrenado el 19 de febrero de 1992 en Nueva York y más tarde llegó a los cines de 30 ciudades más. Fue proyectada en el Festival de Cannes de 1992 donde Turturro se llevó el premio Caméra d'or.
Mac recibió críticas en su mayoría positivas. En el sitio Rotten Tomatoes la película obtuvo un 67 % de críticas positivas, de un total de doce. El crítico Roger Ebert le dio una puntuación de 3,5 sobre 4. Todd McCarthy de Variety escribió: «En el excéntrico humor de sus personajes y apasionadas erupciones de emoción, Mac continúa la línea del cine estadounidense que comenzó John Cassavetes y que fuese abordada, más prominentemente, por Martin Scorsese». McCarthy además elogió la descripción «genuina» de los personajes y las actuaciones de los actores principales. Vincent Canby de The New York Times afirmó que «el resultado es una película que es rica en personajes y escenas» y agregó que «El Sr. Turturro se ha escrito un buen papel y lo realiza de manera hermosa». Aunque la cinta no convenció del todo al crítico James Berardinelli, quien le dio un puntaje de 2,5 sobre 4, éste elogió la originalidad de la temática y comentó: «Las mejores partes de la película describen las etapas del comienzo de un nuevo negocio y la construcción de casas».
Además fue bien recibida por directores estadounidenses como Robert Altman quien declaró que Mac fue «una de las películas más apasionadas que haya visto jamás». Otro director, Jonathan Demme también aprobó la película, mientras que Martin Scorsese comentó que Mac tiene una «honestidad y verdad... rara vez vista antes en pantalla».